# 세르비아 수페르리가
세르비아 수페르리가(세르비아어: Супер лига Србије / Super liga Srbije) 세르비아의 최상위 축구 리그이다. 현재 공식적으로 후원사의 명칭을 따서 모차르트 베트 수페르리가(Моцарт Бет Супер лига / Mozzart Bet Super liga)라 부르고 있다.

## 역사
세르비아 수페르리가는 1992년에 유고슬라비아가 해체되면서 유고슬라비아 1부 리그가 이어져 온 리그이다. 2003년에 유고슬라비아가 세르비아 몬테네그로로 명칭을 변경하면서 리그의 명칭도 이에 따라 세르비아 몬테네그로 1부 리그로 변하였다. 그러다 몬테네그로가 2006년에 독립해 떨어져 나가자 리그의 명칭은 현재의 세르비아 수페르리가로 변경되어 현재에 이르고 있다.

## 참가팀
| 구단명              | 순위 (2023-24) | 첫 1부 참가 시즌 | 최근 1부 승격 시즌 | 경기장                              | 수용인원 |
| ------------------- | -------------- | ---------------- | ------------------ | ----------------------------------- | -------- |
| 나프레다크          | 8위            | 1951             | 2016–17            | 스타디온 믈라도스트 크루셰바츠      | 10,331   |
| 노비파자르          | 9위            | 2011–12          | 2020–21            | 그라드스키 스타디온 노비파자르      | 12,000   |
| 믈라도스트 루차니   | 7위            | 1995–96          | 2014–15            | 스타디온 믈라도스트 루차니          | 7,000    |
| 보이보디나          | 4위            | 1931–32          | 1987–88            | 스타디온 카라조르제                 | 14,853   |
| 라드니치키 1923     | 5위            | 1969–70          | 2021–22            | 스타디온 치카 다차                  | 15,100   |
| 라드니치키 니시     | 12위           | 1935–36          | 2012–13            | 스타디온 차이르                     | 18,151   |
| 스파르타크 수보티차 | 10위           | 1946–47          | 2009–10            | 그라드스키 스타디온 수보티차        | 13,000   |
| 예딘스트보 Ub       | 프르바리가 2위 | 2024-25          | 2024–25            | 스타디온 드라간 자이치 자야         | 4,000    |
| 젤레즈니차르        | 14위           | 2023–24          | 2023–24            | 스타디온 SC 믈라도스트              | 1,200    |
| 추카리치키          | 6위            | 1995–96          | 2013–14            | 스타디온 추카리치키                 | 4,070    |
| 츠르베나 즈베즈다   | 1위            | 1946–47          | 1946–47            | 스타디온 츠르베나 즈베즈다          | 53,000   |
| 텍스틸라츠 오자치   | 프르바리가 4위 | 2024-25          | 2024–25            | 스타디온 슬라브코 말레틴 바바       | 4,000    |
| 파르티잔            | 2위            | 1946–47          | 1946–47            | 스타디온 파르티자나                 | 29,775   |
| IMT                 | 11위           | 2023–24          | 2023–24            | 스타디온 FK 보주도바츠              | 5,175    |
| OFK                 | 프르바리가 1위 | 1926-27          | 2024–25            | 그라드스키 스타디온 포드 크랄레비촘 | 19,100   |
| TSC                 | 3위            | 2019–20          | 2019–20            | TSC 아레나                          | 4,500    |

## 역대 우승 팀

### 세르비아 몬테네그로 (2002-2006)
| 시즌    | 우승              | 준우승            |
| ------- | ----------------- | ----------------- |
| 2002-03 | 파르티잔          | 츠르베나 즈베즈다 |
| 2003-04 | 츠르베나 즈베즈다 | 파르티잔          |
| 2004-05 | 파르티잔          | 츠르베나 즈베즈다 |
| 2005-06 | 츠르베나 즈베즈다 | 파르티잔          |

### 세르비아 (2006-현재)
| 시즌    | 우승              | 준우승            |
| ------- | ----------------- | ----------------- |
| 2006-07 | 츠르베나 즈베즈다 | 파르티잔          |
| 2007-08 | 파르티잔          | 츠르베나 즈베즈다 |
| 2008-09 | 파르티잔          | 보이보디나        |
| 2009-10 | 파르티잔          | 츠르베나 즈베즈다 |
| 2010-11 | 파르티잔          | 츠르베나 즈베즈다 |
| 2011-12 | 파르티잔          | 츠르베나 즈베즈다 |
| 2012-13 | 파르티잔          | 츠르베나 즈베즈다 |
| 2013-14 | 츠르베나 즈베즈다 | 파르티잔          |
| 2014-15 | 파르티잔          | 츠르베나 즈베즈다 |
| 2015-16 | 츠르베나 즈베즈다 | 파르티잔          |
| 2016-17 | 파르티잔          | 츠르베나 즈베즈다 |
| 2017-18 | 츠르베나 즈베즈다 | 파르티잔          |
| 2018-19 | 츠르베나 즈베즈다 | 라드니치키 니시   |
| 2019-20 | 츠르베나 즈베즈다 | 파르티잔          |
| 2020-21 | 츠르베나 즈베즈다 | 파르티잔          |
| 2021-22 | 츠르베나 즈베즈다 | 파르티잔          |
| 2022-23 | 츠르베나 즈베즈다 | TSC               |
| 2023-24 | 츠르베나 즈베즈다 | 파르티잔          |

## 기록

### 최다 득점 선수
- 볼드체로 표시된 선수는 현재 수페르리가에 소속된 선수이다.
- 이탤릭체로 표시된 선수는 현재 타 리그에 소속된 선수이다.

<2024년 3월 23일 기준>
| 선수 | 선수                  | 기간                                          | 소속팀                                                                                | 득점 |
| ---- | --------------------- | --------------------------------------------- | ------------------------------------------------------------------------------------- | ---- |
| 1    | 밀란 보야비치         | 2007–2012 / 2016 / 2019–2022 / 2023-현재      | 추카리치키 / 야고디나 / 보이보디나 / 믈라도스트 루차니 / 라드니치키 니시 / 나프레다트 | 103  |
| 2    | 알렉산다르 카타이     | 2010–2011 / 2012–2013 / 2014–2016 / 2020–현재 | 보이보디나 / 츠르베나 즈베즈다                                                        | 100  |
| 3    | 안드리야 칼루제로비치 | 2006–2011 / 2013 / 2016 / 2020 / 2021 / 2022  | OFK 베오그라드 / 라드 / 츠르베나 즈베즈다 / 보이보디나 / 프롤레테르 노비 사드         | 80   |
| 4    | 밀란 파브코브         | 2015–2022 / 2024-현재                         | 라드니치키 니시 / 츠르베나 즈베즈다 /추카리치키                                       | 77   |
| 5    | 미르코 이바니치       | 2013–2016 / 2019–현재                         | 보이보디나 / 츠르베나 즈베즈다                                                        | 69   |
| 6    | 히카르두 고메스       | 2018–2019 / 2021-2023                         | 파르티잔                                                                              | 68   |
| 7    | 오그넨 무드린스키     | 2009–2013 / 2016–2019 / 2023-현재             | 보이보디나 / 하이두크 쿨라 / 야고디나 / 츠르베나 즈베즈다 / 스파르타크 / 추카리치키   | 66   |
| 8    | 엘 파르주 벤 나부하네 | 2018–2022                                     | 츠르베나 즈베즈다                                                                     | 65   |
| 9    | 라미네 디아라         | 2007–2010 / 2011–2012                         | 파르티잔                                                                              | 56   |
| 10   | 드라간 므르자         | 2008–2010 / 2013–2014                         | 보이보디나 / 츠르베나 즈베즈다                                                        | 54   |

## 같이 보기
- 세르비아 축구 국가대표팀
- 유고슬라비아 1부 리그
- 세르비아 몬테네그로 1부 리그